# Крупные городские агломерации Португалии
Крупные городские агломерации (порт. Grande Área Metropolitana, GAM) — городские зоны в Португалии, включающие крупных города и пригороды. Считаются административными единицами, обладающими автономией. В каждой из них не менее 9 муниципалитетов и не менее 350 тыс. человек населения. В настоящее время насчитывается 7 таких зон:
- Большой Лиссабон (GAM de Lisboa)
- Большой Порту (GAM do Porto)
- Большое Минью (GAM do Minho)
- Большое Авейру (GAM de Aveiro)
- Большая Коимбра (GAM de Coimbra)
- Большое Алгарве (GAM do Algarve)
- Большое Визеу (GAM de Viseu)